# M'diq-Fnideq
M'diq-Fnideq (Arabisch: المضيق - الفنيدق) is een prefectuur in de Marokkaanse regio Tanger-Tétouan-Al Hoceïma. M'diq-Fnideq telde 209.897 inwoners bij de census van 2014 op een oppervlakte van 178,5 km². De prefectuur omgordt de Spaanse exclave Ceuta en omvat de meest oostelijke hoek van de zuidelijke kuststrook van de Straat van Gibraltar.
De prefectuur M'diq-Fnideq werd opgericht in 2004, als een afsplitsing van de provincie Tétouan. Van 2005 tot 2015 en de herschikking van de regio's behoorde de prefectuur tot de regio Tanger-Tétouan. Tot de prefectuur behoren de stedelijke gemeenten M'diq, Fnideq en Martil en de landelijke gemeenten Allyene en Belyounech. De A6 verbindt de verschillende steden van de prefectuur.

## Gemeenten
| Plaats     | Inwoners (1994) | Inwoners (2004) | Inwoners (2014) |
| ---------- | --------------- | --------------- | --------------- |
| M'diq      | 20.997          | 36.596          | 56.227          |
| Fnideq     | 34.486          | 53.559          | 77.436          |
| Martil     | 23.143          | 39.011          | 64.355          |
| Allyene    | 5.750           | 6.126           | 11.879          |
| Belyounech | 5.750           | 6.126           | 11.879          |
| Totaal:    | 84.376          | 135.292         | 209.897         |

Ben Slimane · Khouribga · Settat · El Jadida · Safi · Boulmane · Fez · Moulay Yacoub · Sefrou · Kénitra · Sidi Kacem · Casablanca · Médiouna · Mohammedia · Nouaceur · Assa-Zag · Guelmim · Tan-Tan · Tata · Boujdour · Es-Semara · Lâayoune · Al Haouz · Chichaoua · Essaouira · Kelâat Es-Sraghna · Marrakech · Al Ismaïlia · El Hajeb · Errachidia · Ifrane · Khénifra · Meknès · Berkane · Figuig · Jerada · Driouch · Nador · Oujda-Angad · Taourirt · Aousserd · Oued ed Dahab · Khémisset · Rabat · Salé · Skhirat-Témara · Agadir-Ida-Ou-Tanane · Inezgane-Aït Melloul · Chtouka-Aït Baha · Ouarzazate · Taroudant · Tiznit · Zagora · Azilal · Béni-Mellal · Chefchaouen · Fahs-Bni Mkada · Larache · Tanger-Asilah · Tétouan · Al Hoceima · Taounate · Taza